# Mistrovství České republiky v orientačním běhu 2002
10. ročník Mistrovství České republiky v orientačním běhu proběhl v roce 2002 v pěti individuálních a dvou týmových disciplínách.

## Nejúspěšnější závodníci
Pořadí závodníků podle získaných medailí (tzv. olympijského hodnocení) všech mistrovských kategorií (D16 – mladší dorostenky, D18 – starší dorostenky, D20 – juniorky, D21 – ženy, H16 – mladší dorostenci, H18 – starší dorostenci, H20 – junioři, H21 – muži) v individuálních disciplínách v roce 2002. Uvedeni jsou závodníci, kteří získali alespoň dvě medaile a zároveň alespoň jednu zlatou medaili.
| Medailové pořadí závodníků na MČR | Medailové pořadí závodníků na MČR | Medailové pořadí závodníků na MČR | Medailové pořadí závodníků na MČR | Medailové pořadí závodníků na MČR |
| Jméno                             | 1. místo                          | 2. místo                          | 3. místo                          | Celkem                            |
| --------------------------------- | --------------------------------- | --------------------------------- | --------------------------------- | --------------------------------- |
| Michaela Przyczková               | 3                                 | 1                                 |                                   | 4                                 |
| Rudolf Ropek                      | 3                                 |                                   |                                   | 3                                 |
| Jan Vodička                       | 2                                 | 1                                 |                                   | 3                                 |
| Martina Dočkalová                 | 2                                 | 1                                 |                                   | 3                                 |
| Michal Erlebach                   | 2                                 | 1                                 |                                   | 3                                 |
| Václav Komanec                    | 2                                 | 1                                 |                                   | 3                                 |
| Jan Procházka                     | 2                                 |                                   |                                   | 2                                 |
| Hana Hlavová                      | 2                                 |                                   |                                   | 2                                 |
| Dana Brožková                     | 2                                 |                                   |                                   | 2                                 |
| Lenka Hrušková                    | 1                                 | 2                                 | 1                                 | 4                                 |
| Kristýna Kovářová                 | 1                                 | 2                                 |                                   | 3                                 |
| Tomáš Dlabaja                     | 1                                 | 1                                 |                                   | 2                                 |
| Jan Marcaník                      | 1                                 | 1                                 |                                   | 2                                 |
| Zuzana Stehnová                   | 1                                 |                                   | 1                                 | 2                                 |
| Radovan Čech                      | 1                                 |                                   | 1                                 | 2                                 |
| Lucie Krafková                    | 1                                 |                                   | 1                                 | 2                                 |
| Lenka Zatloukalová                | 1                                 |                                   | 1                                 | 2                                 |
| Vendula Klechová                  | 1                                 |                                   | 1                                 | 2                                 |
| Jan Polášek                       | 1                                 |                                   | 1                                 | 2                                 |

## Mistrovství ČR v nočním OB
| Datum závodu   | 20. 4. 2002  |  | Místo konání    | Brno - Lesná • aréna |  | Pořadatel       | KOS TJ Tesla Brno |
| Ředitel závodu |              |  | Hlavní rozhodčí |                      |  | Stavitelé tratí | Jan Skřička       |
| Název mapy     | Panská lícha |  | Web závodu      |                      |  | Výsledky závodu |                   |

| Zkrácené výsledky             | Zkrácené výsledky       | Zkrácené výsledky        | Zkrácené výsledky       | Zkrácené výsledky       | Zkrácené výsledky | Zkrácené výsledky       | Zkrácené výsledky                         | Zkrácené výsledky       | Zkrácené výsledky       |
| Pořadí                        | H21 – muži              | H21 – muži               | H21 – muži              | H21 – muži              | Pořadí            | D21 – ženy              | D21 – ženy                                | D21 – ženy              | D21 – ženy              |
| ----------------------------- | ----------------------- | ------------------------ | ----------------------- | ----------------------- | ----------------- | ----------------------- | ----------------------------------------- | ----------------------- | ----------------------- |
| Zlatá medaile                 | Rudolf Ropek            | Dukla Liberec            | 1:14:39                 |                         | Zlatá medaile     | Zuzana Stehnová         | Oddíl OB Kotlářka                         | 1:05:09                 |                         |
| Stříbrná medaile              | Petr Henych             | OK Jilemnice             | 1:17:42                 | +3:03                   | Stříbrná medaile  | Anežka Jahnová          | USK Praha                                 | 1:08:28                 | +3:19                   |
| Bronzová medaile              | Michal Voráček          | SK Praga                 | 1:19:51                 | +5:12                   | Bronzová medaile  | Lucie Waldová           | Oddíl OB Kotlářka                         | 1:11:16                 | +6:07                   |
| 4                             | Martin Macek            | OK 99 Hradec Králové     | 1:19:58                 | +5:19                   | 4                 | Mária Honzová           | TJ TŽ Třinec                              | 1:11:19                 | +6:10                   |
| 5                             | Marek Prášil            | OK Jihlava               | 1:20:01                 | +5:22                   | 5                 | Monika Topinková        | SK Jamnice                                | 1:12:57                 | +7:48                   |
| 6                             | Radim Ondráček          | VŠTJ Ekonom Praha        | 1:20:31                 | +5:52                   | 6                 | Veronika Kupcová        | VŠTJ Ekonom Praha                         | 1:13:38                 | +8:29                   |
| 7                             | Luboš Matějů            | SK Praga                 | 1:20:41                 | +6:02                   | 7                 | Lucie Šolínová          | OK 99 Hradec Králové                      | 1:14:58                 | +9:49                   |
| 8                             | Zdeněk Procházka        | Oddíl OB Kotlářka        | 1:21:12                 | +6:33                   | 8                 | Zuzana Klimplová        | OK Lokomotiva Pardubice                   | 1:15:58                 | +10:49                  |
| 9                             | Radek Ticháček          | Sportcentrum Jičín       | 1:21:36                 | +6:57                   | 9                 | Barbora Waldová         | USK Praha                                 | 1:17:52                 | +12:43                  |
| 10                            | Pavel Košárek           | SK Jamnice               | 1:23:01                 | +8:22                   | 10                | Iva Hrazdírová          | OK Sparta Praha                           | 1:19:12                 | +14:03                  |
| Pořadí                        | H20 – junioři           | H20 – junioři            | H20 – junioři           | H20 – junioři           | Pořadí            | D20 – juniorky          | D20 – juniorky                            | D20 – juniorky          | D20 – juniorky          |
| Zlatá medaile                 | Jan Vodička             | Sportcentrum Jičín       | 1:00:15                 |                         | Zlatá medaile     | Michaela Przyczková     | TJ TŽ Třinec                              | 45:52                   |                         |
| Stříbrná medaile              | Tomáš Dlabaja           | SKOB Zlín                | 1:00:45                 | +0:30                   | Stříbrná medaile  | Kateřina Nováková       | TJ TŽ Třinec                              | 48:48                   | +2:56                   |
| Bronzová medaile              | Milan Jalový            | SK Radioklub Blansko     | 1:03:05                 | +2:50                   | Bronzová medaile  | Romana Kalenská         | Sportcentrum Jičín                        | 53:18                   | +7:26                   |
| Pořadí                        | H18 – starší dorostenci | H18 – starší dorostenci  | H18 – starší dorostenci | H18 – starší dorostenci | Pořadí            | D18 – starší dorostenky | D18 – starší dorostenky                   | D18 – starší dorostenky | D18 – starší dorostenky |
| Zlatá medaile                 | Jan Marcaník            | SKOB Zlín                | 55:40                   |                         | Zlatá medaile     | Lenka Zatloukalová      | Oddíl OS SK Prostějov                     | 45:22                   |                         |
| Stříbrná medaile              | Jaroslav Krčál          | OK Lokomotiva Pardubice  | 57:11                   | +1:31                   | Stříbrná medaile  | Kristýna Kovářová       | Oddíl OB Kotlářka                         | 47:43                   | +2:21                   |
| Bronzová medaile              | Ondřej Falta            | OK Jilemnice             | 58:43                   | +3:03                   | Bronzová medaile  | Lenka Hrušková          | SK Orientační sporty Nové Město na Moravě | 48:55                   | +3:33                   |
| Pořadí                        | H16 – mladší dorostenci | H16 – mladší dorostenci  | H16 – mladší dorostenci | H16 – mladší dorostenci | Pořadí            | D16 – mladší dorostenky | D16 – mladší dorostenky                   | D16 – mladší dorostenky | D16 – mladší dorostenky |
| Zlatá medaile                 | Jan Perůtka             | OOB TJ Slovan Luhačovice | 51:28                   |                         | Zlatá medaile     | Lucie Vlažná            | OOB TJ Slovan Luhačovice                  | 33:41                   |                         |
| Stříbrná medaile              | Petr Janský             | SK Žabovřesky Brno       | 52:24                   | +0:56                   | Stříbrná medaile  | Marie Dlouhá            | Oddíl OB Kotlářka                         | 35:02                   | +1:21                   |
| Bronzová medaile              | Jan Beneš               | Sportcentrum Jičín       | 52:55                   | +1:27                   | Bronzová medaile  | Iveta Duchová           | OK Lokomotiva Pardubice                   | 37:00                   | +3:19                   |
| << předchozí • následující >> |                         |                          |                         |                         |                   |                         |                                           |                         |                         |

Souhrnné informace naleznete v článku Mistrovství České republiky v nočním orientačním běhu.

## Mistrovství ČR na dlouhé trati
| Datum závodu   | 27. 4. 2002 |  | Místo konání    | Bedřichov • aréna |  | Pořadatel       | OOB TJ Tatran Jablonec n. N. |
| Ředitel závodu |             |  | Hlavní rozhodčí |                   |  | Stavitelé tratí | Zdeněk Zuzánek               |
| Název mapy     | Maliník     |  | Web závodu      |                   |  | Výsledky závodu |                              |

| Zkrácené výsledky             | Zkrácené výsledky       | Zkrácené výsledky        | Zkrácené výsledky       | Zkrácené výsledky       | Zkrácené výsledky | Zkrácené výsledky       | Zkrácené výsledky                         | Zkrácené výsledky       | Zkrácené výsledky       |
| Pořadí                        | H21 – muži              | H21 – muži               | H21 – muži              | H21 – muži              | Pořadí            | D21 – ženy              | D21 – ženy                                | D21 – ženy              | D21 – ženy              |
| ----------------------------- | ----------------------- | ------------------------ | ----------------------- | ----------------------- | ----------------- | ----------------------- | ----------------------------------------- | ----------------------- | ----------------------- |
| Zlatá medaile                 | Radovan Čech            | KOS TJ Tesla Brno        | 2:40:31                 |                         | Zlatá medaile     | Mária Honzová           | TJ TŽ Třinec                              | 1:35:27                 |                         |
| Stříbrná medaile              | Pavel Hanák             | SK SKI-OB Šternberk      | 2:41:30                 | +0:59                   | Stříbrná medaile  | Zdenka Stará            | KOS TJ Tesla Brno                         | 1:35:28                 | +0:01                   |
| Bronzová medaile              | Jan Mrázek              | Oddíl OB Kotlářka        | 2:42:02                 | +1:31                   | Bronzová medaile  | Petra Novotná           | OK 99 Hradec Králové                      | 1:35:46                 | +0:19                   |
| 4                             | Radek Ticháček          | Sportcentrum Jičín       | 2:42:48                 | +2:17                   | 4                 | Barbara Chudíková       | SK Jamnice                                | 1:35:55                 | +0:28                   |
| 5                             | Richard Pleticha        | OOB TJ Elektrárny Kadaň  | 2:45:02                 | +4:31                   | 5                 | Dagmar Podmolíková      | SKOB Zlín                                 | 1:36:02                 | +0:35                   |
| 6                             | Petr Henych             | OK Jilemnice             | 2:49:30                 | +8:59                   | 6                 | Pavla Fialová           | USK Praha                                 | 1:36:19                 | +0:52                   |
| 7                             | Pavel Tesař             | SK Praga                 | 2:50:32                 | +10:01                  | 7                 | Monika Topinková        | SK Jamnice                                | 1:36:25                 | +0:58                   |
| 8                             | Štěpán Skripnik         | KOB TRETRA Praha         | 2:50:33                 | +10:02                  | 8                 | Barbora Waldová         | USK Praha                                 | 1:46:03                 | +10:36                  |
| 9                             | Martin Štěpánek         | KOS TJ Tesla Brno        | 2:53:22                 | +12:51                  | 9                 | Alena Janotová          | SK Žabovřesky Brno                        | 1:46:42                 | +11:15                  |
| 10                            | Martin Macek            | OK 99 Hradec Králové     | 2:53:23                 | +12:52                  | 10                | Kamila Jirků            | OK Jihlava                                | 1:46:46                 | +11:19                  |
| Pořadí                        | H20 – junioři           | H20 – junioři            | H20 – junioři           | H20 – junioři           | Pořadí            | D20 – juniorky          | D20 – juniorky                            | D20 – juniorky          | D20 – juniorky          |
| Zlatá medaile                 | Jan Vodička             | Sportcentrum Jičín       | 1:40:59                 |                         | Zlatá medaile     | Michaela Przyczková     | TJ TŽ Třinec                              | 1:22:34                 |                         |
| Stříbrná medaile              | Petr Zvěřina            | OK 99 Hradec Králové     | 1:41:09                 | +0:10                   | Stříbrná medaile  | Veronika Běhounová      | OK 99 Hradec Králové                      | 1:23:00                 | +0:26                   |
| Bronzová medaile              | Martin Piják            | SK Žabovřesky Brno       | 1:42:30                 | +1:31                   | Bronzová medaile  | Eva Böhmová             | Slavia Liberec orienteering               | 1:23:28                 | +0:54                   |
| Pořadí                        | H18 – starší dorostenci | H18 – starší dorostenci  | H18 – starší dorostenci | H18 – starší dorostenci | Pořadí            | D18 – starší dorostenky | D18 – starší dorostenky                   | D18 – starší dorostenky | D18 – starší dorostenky |
| Zlatá medaile                 | Jan Procházka           | SK Praga                 | 1:31:04                 |                         | Zlatá medaile     | Lenka Hrušková          | SK Orientační sporty Nové Město na Moravě | 1:11:59                 |                         |
| Stříbrná medaile              | Václav Komanec          | OK Slavia Hradec Králové | 1:32:50                 | +1:46                   | Stříbrná medaile  | Kristýna Kovářová       | Oddíl OB Kotlářka                         | 1:12:38                 | +0:39                   |
| Bronzová medaile              | Jan Kalenda             | SKOB Zlín                | 1:36:30                 | +5:26                   | Bronzová medaile  | Pavla Fukátková         | OK Lokomotiva Pardubice                   | 1:16:16                 | +4:17                   |
| << předchozí • následující >> |                         |                          |                         |                         |                   |                         |                                           |                         |                         |

Souhrnné informace naleznete v článku Mistrovství České republiky v orientačním běhu na dlouhé trati.

## Mistrovství ČR na krátké trati
| Datum závodu   | 25. 5. 2002 |  | Místo konání    | Dolní Javoří • aréna |  | Pořadatel       | SK LOB Nová Paka        |
| Ředitel závodu |             |  | Hlavní rozhodčí |                      |  | Stavitelé tratí | Karel Novák, Jiří Novák |
| Název mapy     | Malá opička |  | Web závodu      |                      |  | Výsledky závodu |                         |

| Zkrácené výsledky             | Zkrácené výsledky       | Zkrácené výsledky       | Zkrácené výsledky       | Zkrácené výsledky       | Zkrácené výsledky | Zkrácené výsledky       | Zkrácené výsledky                         | Zkrácené výsledky       | Zkrácené výsledky       |
| Pořadí                        | H21 – muži              | H21 – muži              | H21 – muži              | H21 – muži              | Pořadí            | D21 – ženy              | D21 – ženy                                | D21 – ženy              | D21 – ženy              |
| ----------------------------- | ----------------------- | ----------------------- | ----------------------- | ----------------------- | ----------------- | ----------------------- | ----------------------------------------- | ----------------------- | ----------------------- |
| Zlatá medaile                 | Michal Horáček          | Dukla Liberec           | 23:31                   |                         | Zlatá medaile     | Dana Brožková           | Sportcentrum Jičín                        | 25:09                   |                         |
| Stříbrná medaile              | Michal Jedlička         | Dukla Liberec           | 24:16                   | +0:45                   | Stříbrná medaile  | Zdenka Stará            | KOS TJ Tesla Brno                         | 25:27                   | +0:18                   |
| Bronzová medaile              | Radovan Čech            | KOS TJ Tesla Brno       | 24:39                   | +1:08                   | Bronzová medaile  | Zuzana Stehnová         | Oddíl OB Kotlářka                         | 25:57                   | +0:48                   |
| 4                             | Zbyněk Hora             | SK Praga                | 25:01                   | +1:30                   | 4                 | Zuzana Macúchová        | KOS TJ Tesla Brno                         | 26:27                   | +1:18                   |
| 5                             | Michal Smola            | SKOB Zlín               | 25:04                   | +1:33                   | 5                 | Monika Topinková        | SK Jamnice                                | 27:05                   | +1:56                   |
| 6                             | Petr Losman             | OK 99 Hradec Králové    | 25:23                   | +1:52                   | 6                 | Iva Navrátilová         | OK 99 Hradec Králové                      | 27:24                   | +2:15                   |
| 7                             | Luboš Matějů            | SK Praga                | 25:32                   | +2:01                   | 7                 | Bohdana Térová          | OK Doksy                                  | 27:27                   | +2:18                   |
| 8                             | Radek Novotný           | Dukla Liberec           | 25:49                   | +2:18                   | 8                 | Olga Lepšíková          | OK Jiskra Nový Bor                        | 27:55                   | +2:46                   |
| 9                             | Jan Mrázek              | Oddíl OB Kotlářka       | 26:08                   | +2:37                   | 9                 | Vendula Klechová        | KOS TJ Tesla Brno                         | 27:56                   | +2:47                   |
| 10                            | Pavel Hanák             | SK SKI-OB Šternberk     | 26:19                   | +2:48                   | 10                | Veronika Kupcová        | VŠTJ Ekonom Praha                         | 28:29                   | +3:20                   |
| Pořadí                        | H20 – junioři           | H20 – junioři           | H20 – junioři           | H20 – junioři           | Pořadí            | D20 – juniorky          | D20 – juniorky                            | D20 – juniorky          | D20 – juniorky          |
| Zlatá medaile                 | Michal Erlebach         | OK Jilemnice            | 25:25                   |                         | Zlatá medaile     | Martina Dočkalová       | OK Lokomotiva Pardubice                   | 26:17                   |                         |
| Stříbrná medaile              | Jan Vodička             | Sportcentrum Jičín      | 25:45                   | +0:20                   | Stříbrná medaile  | Veronika Běhounová      | OK 99 Hradec Králové                      | 27:05                   | +0:48                   |
| Bronzová medaile              | Petr Žaloudek           | Oddíl OB Kotlářka       | 25:53                   | +0:28                   | Bronzová medaile  | Martina Horynová        | OK Jilemnice                              | 28:06                   | +1:49                   |
| Pořadí                        | H18 – starší dorostenci | H18 – starší dorostenci | H18 – starší dorostenci | H18 – starší dorostenci | Pořadí            | D18 – starší dorostenky | D18 – starší dorostenky                   | D18 – starší dorostenky | D18 – starší dorostenky |
| Zlatá medaile                 | Jan Procházka           | SK Praga                | 20:20                   |                         | Zlatá medaile     | Radka Dokoupilová       | VSK Mendelu Brno                          | 22:57                   |                         |
| Stříbrná medaile              | Jan Marcaník            | SKOB Zlín               | 20:55                   | +0:35                   | Stříbrná medaile  | Lenka Hrušková          | SK Orientační sporty Nové Město na Moravě | 23:37                   | +0:40                   |
| Bronzová medaile              | Jakub Háj               | SKOB Zlín               | 21:12                   | +0:52                   | Bronzová medaile  | Pavla Fukátková         | OK Lokomotiva Pardubice                   | 24:05                   | +1:08                   |
| Pořadí                        | H16 – mladší dorostenci | H16 – mladší dorostenci | H16 – mladší dorostenci | H16 – mladší dorostenci | Pořadí            | D16 – mladší dorostenky | D16 – mladší dorostenky                   | D16 – mladší dorostenky | D16 – mladší dorostenky |
| Zlatá medaile                 | Jan Polášek             | SKOB Zlín               | 21:03                   |                         | Zlatá medaile     | Hana Hlavová            | KOB Konice                                | 19:20                   |                         |
| Stříbrná medaile              | Jiří Hradil             | SKOB Zlín               | 21:21                   | +0:18                   | Stříbrná medaile  | Petra Dittrichová       | KOB Konice                                | 22:02                   | +2:42                   |
| Bronzová medaile              | Aleš Malý               | OK Jilemnice            | 21:44                   | +0:41                   | Bronzová medaile  | Lucie Krafková          | OK Jiskra Nový Bor                        | 22:08                   | +2:48                   |
| << předchozí • následující >> |                         |                         |                         |                         |                   |                         |                                           |                         |                         |

Souhrnné informace naleznete v článku Mistrovství České republiky v orientačním běhu na krátké trati.

## Mistrovství ČR na klasické trati
| Datum závodu   | 14.–15. 9. 2002 |  | Místo konání    | Ostružná • aréna |  | Pořadatel       | SK Severka Šumperk |
| Ředitel závodu |                 |  | Hlavní rozhodčí |                  |  | Stavitelé tratí | Jiří Král          |
| Název mapy     | Ostružná        |  | Web závodu      |                  |  | Výsledky závodu |                    |

| Zkrácené výsledky             | Zkrácené výsledky       | Zkrácené výsledky        | Zkrácené výsledky       | Zkrácené výsledky       | Zkrácené výsledky | Zkrácené výsledky       | Zkrácené výsledky       | Zkrácené výsledky       | Zkrácené výsledky       |
| Pořadí                        | H21 – muži              | H21 – muži               | H21 – muži              | H21 – muži              | Pořadí            | D21 – ženy              | D21 – ženy              | D21 – ženy              | D21 – ženy              |
| ----------------------------- | ----------------------- | ------------------------ | ----------------------- | ----------------------- | ----------------- | ----------------------- | ----------------------- | ----------------------- | ----------------------- |
| Zlatá medaile                 | Rudolf Ropek            | Dukla Liberec            | 1:33:08                 |                         | Zlatá medaile     | Dana Brožková           | Sportcentrum Jičín      | 1:02:24                 |                         |
| Stříbrná medaile              | Jaromír Švihovský       | OK Jiskra Nový Bor       | 1:33:37                 | +0:29                   | Stříbrná medaile  | Bohdana Térová          | OK Doksy                | 1:04:12                 | +1:48                   |
| Bronzová medaile              | Michal Smola            | SKOB Zlín                | 1:35:10                 | +2:02                   | Bronzová medaile  | Vendula Klechová        | KOS TJ Tesla Brno       | 1:05:29                 | +3:05                   |
| 4                             | Radovan Čech            | KOS TJ Tesla Brno        | 1:35:51                 | +2:43                   | 4                 | Zuzana Stehnová         | Oddíl OB Kotlářka       | 1:06:11                 | +3:47                   |
| 5                             | Michal Horáček          | Dukla Liberec            | 1:36:25                 | +3:17                   | 5                 | Zuzana Macúchová        | KOS TJ Tesla Brno       | 1:06:54                 | +4:30                   |
| 6                             | Michal Jedlička         | Dukla Liberec            | 1:37:36                 | +4:28                   | 6                 | Marta Štěrbová          | OK Lokomotiva Pardubice | 1:09:40                 | +7:16                   |
| 7                             | Libor Zřídkaveselý      | SK Žabovřesky Brno       | 1:39:35                 | +6:27                   | 7                 | Mária Honzová           | TJ TŽ Třinec            | 1:11:10                 | +8:46                   |
| 8                             | Lukáš Přinda            | Dukla Liberec            | 1:40:01                 | +6:53                   | 8                 | Pavla Fialová           | USK Praha               | 1:11:19                 | +8:55                   |
| 9                             | Marek Prášil            | OK Jihlava               | 1:42:36                 | +9:28                   | 9                 | Lenka Novotná           | SK Žabovřesky Brno      | 1:12:25                 | +10:01                  |
| 10                            | Petr Losman             | OK 99 Hradec Králové     | 1:43:16                 | +10:08                  | 10                | Dagmar Podmolíková      | SKOB Zlín               | 1:12:38                 | +10:14                  |
| Pořadí                        | H20 – junioři           | H20 – junioři            | H20 – junioři           | H20 – junioři           | Pořadí            | D20 – juniorky          | D20 – juniorky          | D20 – juniorky          | D20 – juniorky          |
| Zlatá medaile                 | Tomáš Dlabaja           | SKOB Zlín                | 1:19:11                 |                         | Zlatá medaile     | Martina Dočkalová       | OK Lokomotiva Pardubice | 56:11                   |                         |
| Stříbrná medaile              | Michal Erlebach         | OK Jilemnice             | 1:22:10                 | +2:59                   | Stříbrná medaile  | Michaela Przyczková     | TJ TŽ Třinec            | 59:03                   | +2:52                   |
| Bronzová medaile              | Zbyněk Štěrba           | OK Lokomotiva Pardubice  | 1:23:32                 | +4:21                   | Bronzová medaile  | Iva Rufferová           | OK 99 Hradec Králové    | 1:00:12                 | +4:01                   |
| Pořadí                        | H18 – starší dorostenci | H18 – starší dorostenci  | H18 – starší dorostenci | H18 – starší dorostenci | Pořadí            | D18 – starší dorostenky | D18 – starší dorostenky | D18 – starší dorostenky | D18 – starší dorostenky |
| Zlatá medaile                 | Václav Komanec          | OK Slavia Hradec Králové | 58:32                   |                         | Zlatá medaile     | Kristýna Kovářová       | Oddíl OB Kotlářka       | 50:32                   |                         |
| Stříbrná medaile              | Filip Votoček           | OK Jilemnice             | 1:01:24                 | +2:52                   | Stříbrná medaile  | Radka Brožková          |                         | 52:22                   | +1:50                   |
| Bronzová medaile              | David Kabáth            | SK Žabovřesky Brno       | 1:01:31                 | +2:59                   | Bronzová medaile  | Jana Panchártková       | OK 99 Hradec Králové    | 53:06                   | +2:34                   |
| Pořadí                        | H16 – mladší dorostenci | H16 – mladší dorostenci  | H16 – mladší dorostenci | H16 – mladší dorostenci | Pořadí            | D16 – mladší dorostenky | D16 – mladší dorostenky | D16 – mladší dorostenky | D16 – mladší dorostenky |
| Zlatá medaile                 | Štěpán Holas            | Sportcentrum Jičín       | 51:01                   |                         | Zlatá medaile     | Lucie Krafková          | OK Jiskra Nový Bor      | 41:14                   |                         |
| Stříbrná medaile              | Bronislav Přibyl        | SKOB Zlín                | 51:14                   | +0:13                   | Stříbrná medaile  | Martina Tichovská       | SK Praga                | 44:34                   | +3:20                   |
| Bronzová medaile              | Jan Polášek             | SKOB Zlín                | 51:44                   | +0:43                   | Bronzová medaile  | Hana Hančíková          | SKOB Zlín               | 45:18                   | +4:04                   |
| << předchozí • následující >> |                         |                          |                         |                         |                   |                         |                         |                         |                         |

Souhrnné informace naleznete v článku Mistrovství České republiky v orientačním běhu na klasické trati.

## Mistrovství ČR štafet
| Datum závodu   | 21. 9. 2002 |  | Místo konání    | Brzice • aréna |  | Pořadatel       | OK Slavia Hradec Králové |
| Ředitel závodu |             |  | Hlavní rozhodčí |                |  | Stavitelé tratí | Michal Jedlička          |
| Název mapy     | Běluňka     |  | Web závodu      |                |  | Výsledky závodu | výsledky                 |

| Zkrácené výsledky             | Zkrácené výsledky                                                  | Zkrácené výsledky | Zkrácené výsledky | Zkrácené výsledky | Zkrácené výsledky                                                         | Zkrácené výsledky | Zkrácené výsledky | Zkrácené výsledky | Zkrácené výsledky |
| Pořadí                        | H21 – muži                                                         | H21 – muži        | H21 – muži        | Pořadí            | D21 – ženy                                                                | D21 – ženy        | D21 – ženy        |                   |                   |
| ----------------------------- | ------------------------------------------------------------------ | ----------------- | ----------------- | ----------------- | ------------------------------------------------------------------------- | ----------------- | ----------------- | ----------------- | ----------------- |
| Zlatá medaile                 | SKOB Zlín Jan Šidla Tomáš Dlabaja Michal Smola                     | 2:29:34           |                   | Zlatá medaile     | OK 99 Hradec Králové Petra Novotná Iva Rufferová Iva Navrátilová          | 2:12:27           |                   |                   |                   |
| Stříbrná medaile              | OK 99 Hradec Králové Martin Macek Radek Novotný Petr Losman        | 2:30:20           | +0:46             | Stříbrná medaile  | TJ TŽ Třinec Mária Kovaříková Kateřina Nováková Michaela Przyczková       | 2:13:23           | +0:56             |                   |                   |
| Bronzová medaile              | Dukla Liberec Lukáš Přinda Michal Horáček Rudolf Ropek             | 2:30:37           | +1:03             | Bronzová medaile  | OK Lokomotiva Pardubice Marta Štěrbová Lenka Klimplová Martina Dočkalová  | 2:13:36           | +1:09             |                   |                   |
| 4                             | SK Praga Luboš Matějů Michal Matějů Zbyněk Hora                    | 2:32:36           | +3:02             | 4                 | KOS TJ Tesla Brno Kateřina Heczková Vendula Klechová Zuzana Macúchová     | 2:13:41           | +1:14             |                   |                   |
| 5                             | Sportcentrum Jičín Jan Vodička Ondřej Kazda Zdeněk Zikmund         | 2:34:28           | +4:54             | 5                 | SK Jamnice Barbora Chudíková Martina Schindlerová Monika Topinková        | 2:20:13           | +7:46             |                   |                   |
| Pořadí                        | H18 – dorostenci                                                   | H18 – dorostenci  | H18 – dorostenci  | Pořadí            | D18 – dorostenky                                                          | D18 – dorostenky  | D18 – dorostenky  |                   |                   |
| Zlatá medaile                 | Sportcentrum Jičín Jan Beneš Štěpán Holas Jan Palas                | 2:04:18           |                   | Zlatá medaile     | OK 99 Hradec Králové Vendula Doležalová Lucie Machútová Jana Panchártková | 1:42:19           |                   |                   |                   |
| Stříbrná medaile              | SKOB Zlín Bronislav Přibyl Jan Polášek Jan Marcaník                | 2:06:38           | +2:20             | Stříbrná medaile  | OK Lokomotiva Pardubice Iveta Duchová Veronika Krčálová Pavla Fukátková   | 1:45:03           | +2:44             |                   |                   |
| Bronzová medaile              | OK Slavia Hradec Králové Tomáš Chmelař Jan Gazdačko Václav Komanec | 2:07:43           | +3:25             | Bronzová medaile  | Oddíl OB Kotlářka Simona Karochová Ivana Bochenková Kristýna Kovářová     | 1:45:11           | +2:52             |                   |                   |
| << předchozí • následující >> |                                                                    |                   |                   |                   |                                                                           |                   |                   |                   |                   |

### Fotogalerie

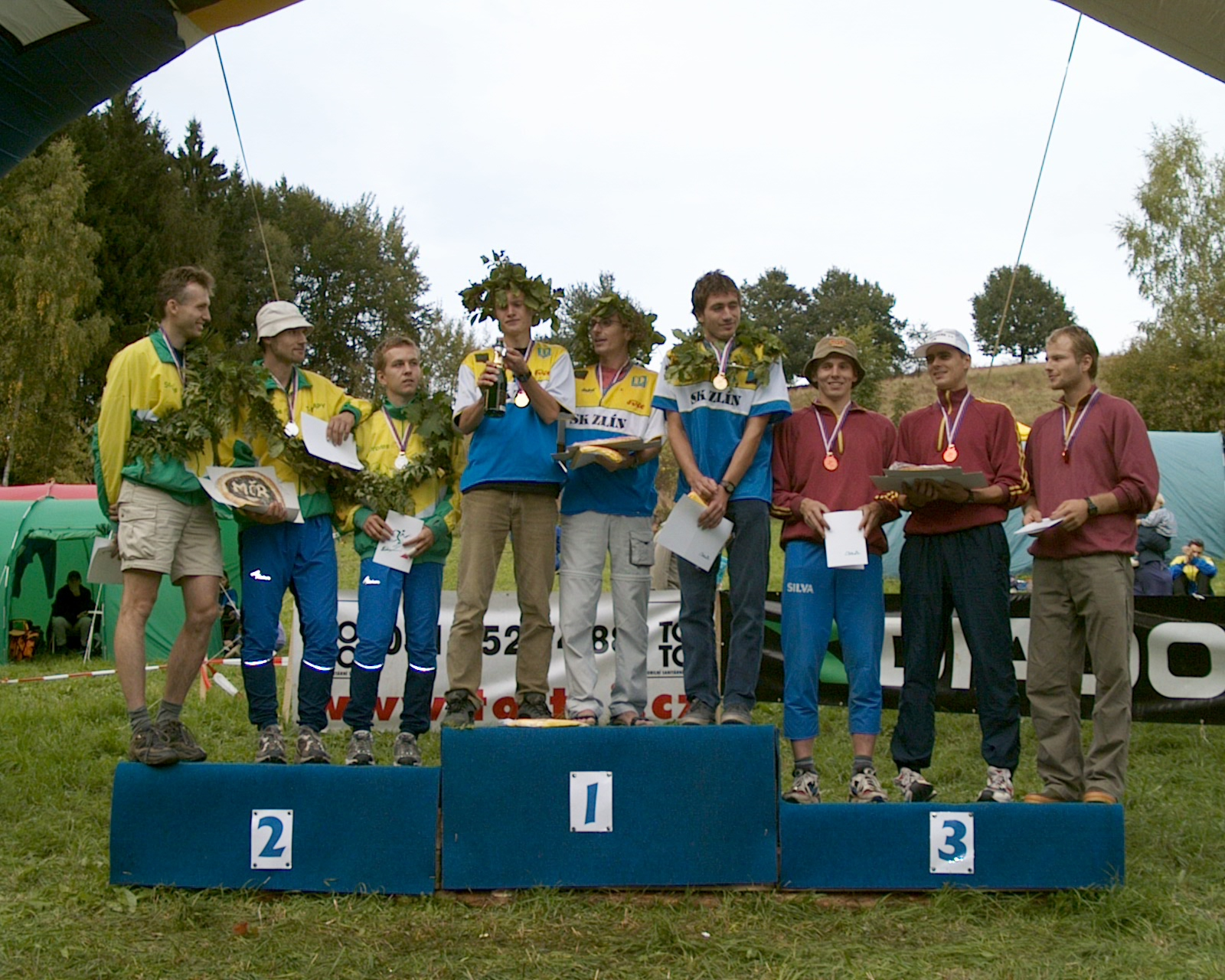
Stupně vítězů - muži
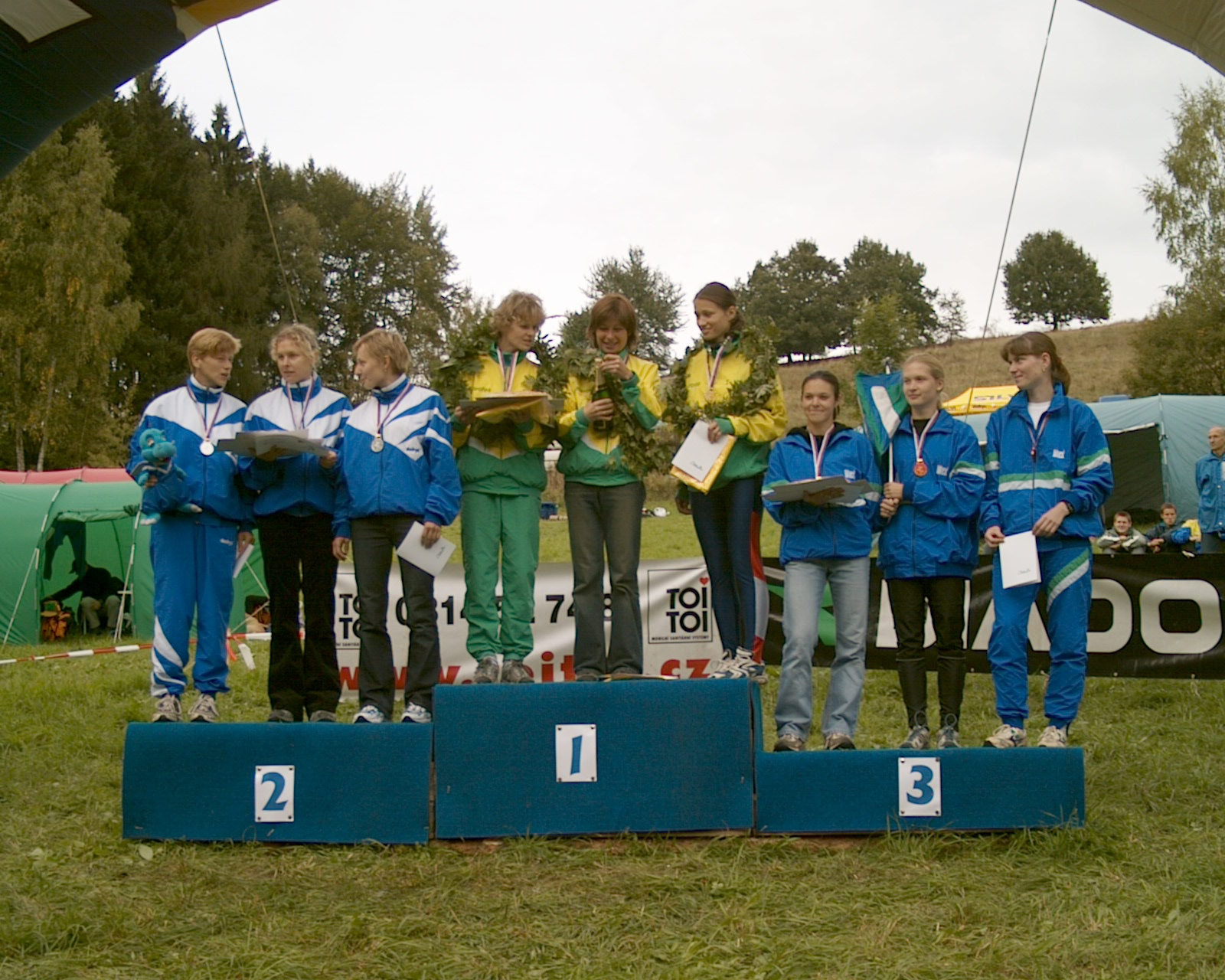
Stupně vítězů - ženy
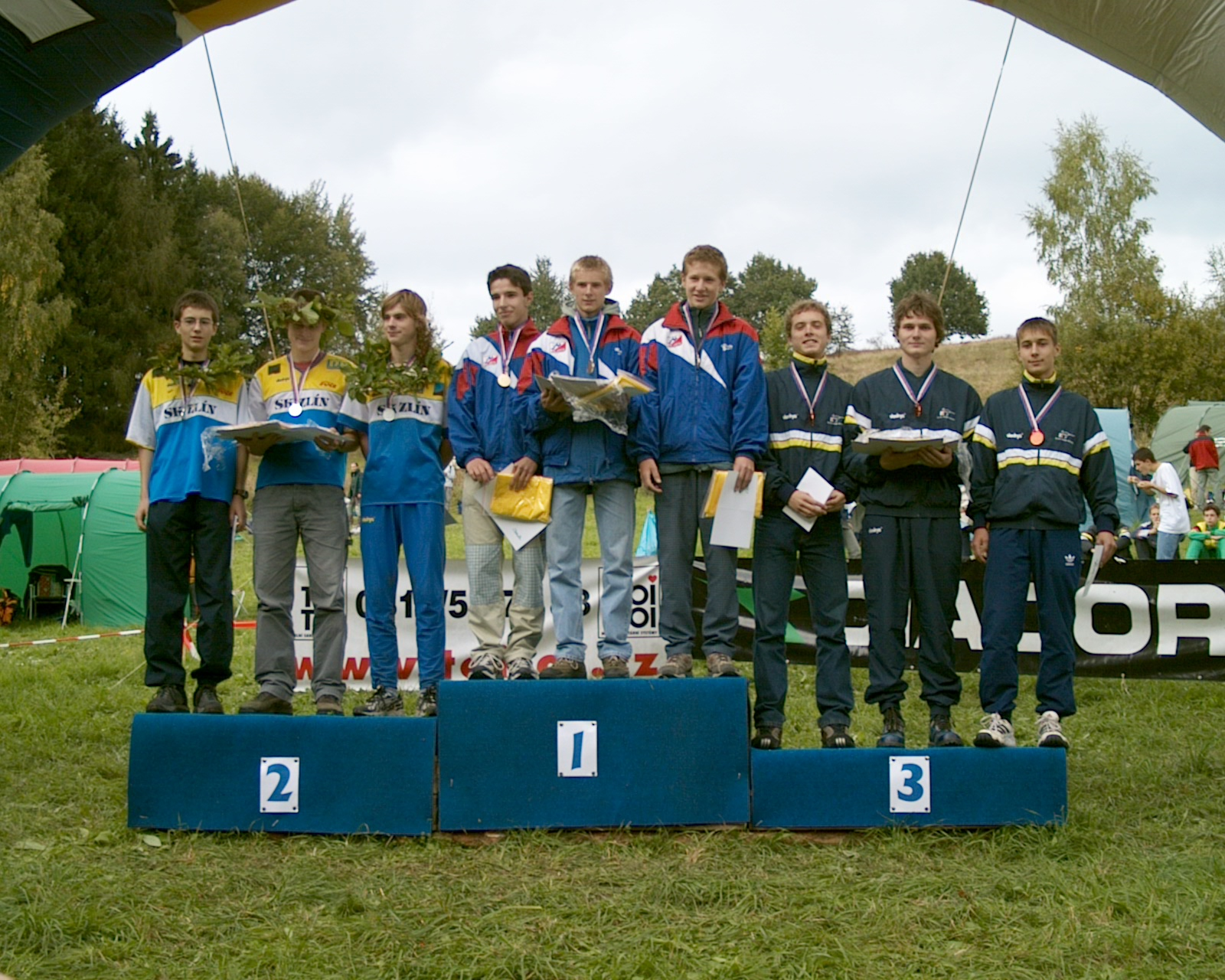
Stupně vítězů - dorostenci
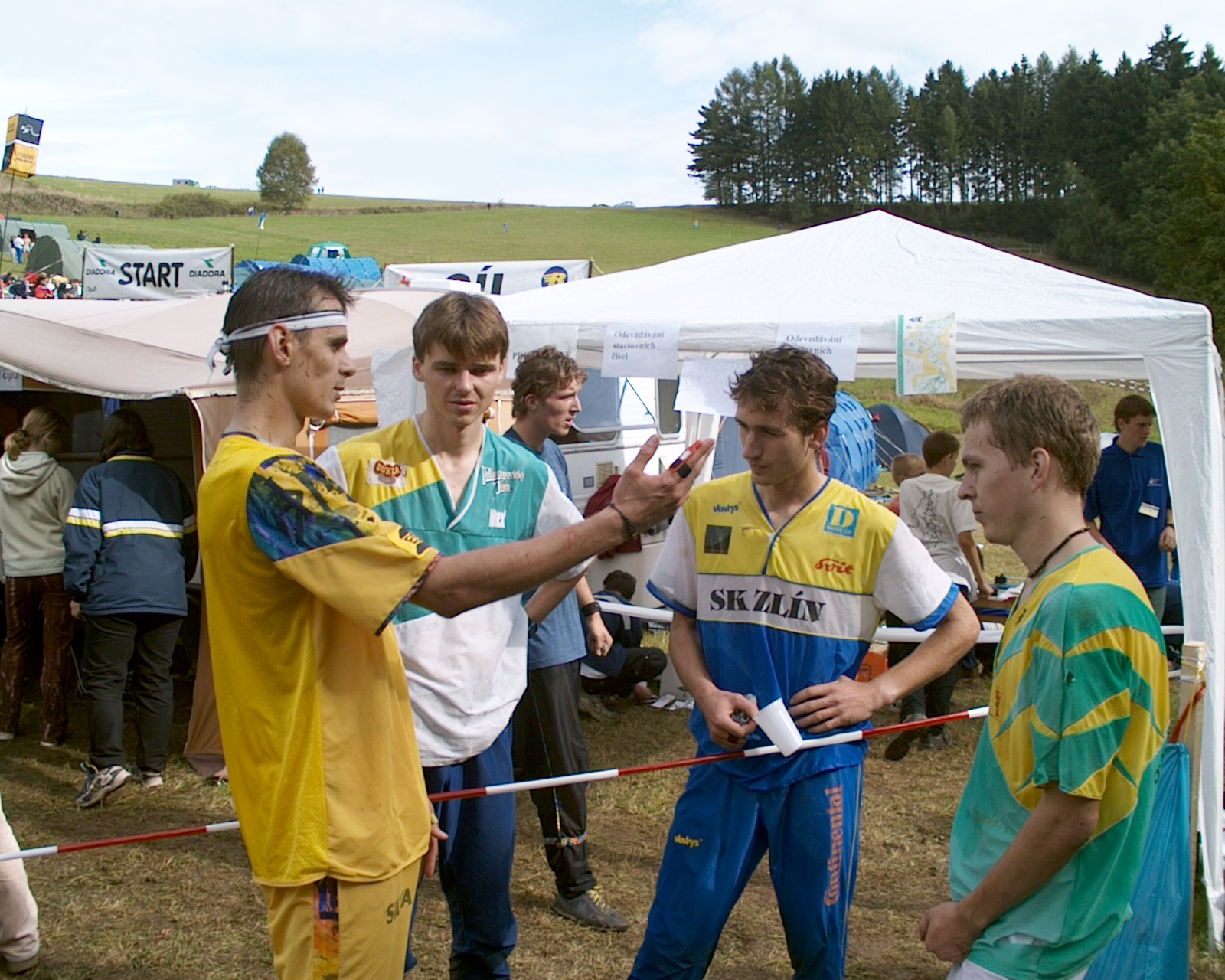
Diskutující nejlepší muži po 3. úseku

Souhrnné informace naleznete v článku Mistrovství České republiky v orientačním běhu štafet.

## Mistrovství ČR klubů a oblastních výběrů
| Datum závodu   | 22. 9. 2002 |  | Místo konání    | Brzice • aréna |  | Pořadatel       | OK Slavia Hradec Králové |
| Ředitel závodu |             |  | Hlavní rozhodčí |                |  | Stavitelé tratí | Michal Jedlička          |
| Název mapy     | Harcov      |  | Web závodu      |                |  | Výsledky závodu | výsledky                 |

| Zkrácené výsledky             | Zkrácené výsledky | Zkrácené výsledky | Zkrácené výsledky | Zkrácené výsledky | Zkrácené výsledky | Zkrácené výsledky | Zkrácené výsledky | Zkrácené výsledky | Zkrácené výsledky |
| Pořadí                        | DH21 - dospělí | DH21 - dospělí    | DH21 - dospělí    | Pořadí            | DH18 - dorost | DH18 - dorost     | DH18 - dorost     |                   |                   |
| ----------------------------- | --- | ----------------- | ----------------- | ----------------- | --- | ----------------- | ----------------- | ----------------- | ----------------- |
| Zlatá medaile                 | OK 99 Hradec Králové Tomáš Novotný Iva Rufferová Radek Novotný Marcela Klapalová Martin Macek Iva Navrátilová Petr Losman     | 4:59:37           |                   | Zlatá medaile     | OK Lokomotiva Pardubice Ondřej Prášil Iveta Duchová Jaroslav Matyk Veronika Krčálová Filip Bolech Pavla Fukátková Jaroslav Krčál | 4:19:56           |                   |                   |                   |
| Stříbrná medaile              | KOS TJ Tesla Brno Martin Štěpánek Kateřina Heczková Jan Skřička Zuzana Macúchová Jiří Procházka Vendula Klechová Radovan Čech | 5:04:11           | +4:34             | Stříbrná medaile  | Sportcentrum Jičín Jan Beneš Michaela Špicarová Michal Drobník Karolína Kousalová Štěpán Holas Zuzana Procházková Jan Palas      | 4:20:53           | +0:57             |                   |                   |
| Bronzová medaile              | Oddíl OB Kotlářka Miroslav Kovář Lucie Waldová Zdenek Procházka Kristýna Kovářová Václav Hošek Zuzana Stehnová Jan Mrázek     | 5:05:46           | +6:09             | Bronzová medaile  | SK Praga Martin Buzek Martina Tichovská Jan Skyva Radka Zelená Petr Neumann Martina Spurná Jan Procházka                         | 4:24:23           | +4:27             |                   |                   |
| 4                             | SK Praga Tomáš Janovský Vendula Ryšavá Zbyněk Hora Magdalena Ryšavá Martin Tichovský Hana Tichovská Luboš Matějů              | 5:06:17           | +6:40             | 4                 | SKOB Zlín Jan Kalenda Petra Cigošová Bronislav Přibyl Jana Otrusinová Jakub Háj Hana Gavendová Jan Marcaník                      | 4:25:58           | +6:02             |                   |                   |
| 5                             | USK Praha Pavel Horák Barbora Waldová Petr Kozák Anežka Jahnová Jan Gajda Pavla Fialová Jan Kučera                            | 5:10:26           | +10:49            | 5                 | OK Jilemnice Aleš Malý Martina Uvizlová Ondřej Falta Martina Kynčlová Martin Henych Daniela Zlesáková Filip Votoček              | 4:26:51           | +6:55             |                   |                   |
| << předchozí • následující >> | |                   |                   |                   | |                   |                   |                   |                   |

Souhrnné informace naleznete v článku Mistrovství České republiky v orientačním běhu klubů a oblastních výběrů.

## Mistrovství ČR ve sprintu
| Datum závodu   | 19. 10. 2002 |  | Místo konání    | Arboretum Nový Dvůr • aréna |  | Pořadatel       | SK Jamnice     |
| Ředitel závodu |              |  | Hlavní rozhodčí |                             |  | Stavitelé tratí | Tomáš Kovalčík |
| Název mapy     | Arboretum    |  | Web závodu      |                             |  | Výsledky závodu |                |

| Zkrácené výsledky             | Zkrácené výsledky        | Zkrácené výsledky                     | Zkrácené výsledky       | Zkrácené výsledky       | Zkrácené výsledky | Zkrácené výsledky       | Zkrácené výsledky                         | Zkrácené výsledky       | Zkrácené výsledky       |
| Pořadí                        | H21 – muži               | H21 – muži                            | H21 – muži              | H21 – muži              | Pořadí            | D21 – ženy              | D21 – ženy                                | D21 – ženy              | D21 – ženy              |
| ----------------------------- | ------------------------ | ------------------------------------- | ----------------------- | ----------------------- | ----------------- | ----------------------- | ----------------------------------------- | ----------------------- | ----------------------- |
| Zlatá medaile                 | Rudolf Ropek             | Dukla Liberec                         | 14:40                   |                         | Zlatá medaile     | Vendula Klechová        | KOS TJ Tesla Brno                         | 15:18                   |                         |
| Stříbrná medaile              | Marek Prášil             | OK Jihlava                            | 14:46                   | +0:06                   | Stříbrná medaile  | Anežka Jahnová          | USK Praha                                 | 16:13                   | +0:55                   |
| Bronzová medaile              | Luboš Matějů             | SK Praga                              | 14:47                   | +0:07                   | Bronzová medaile  | Lenka Klimplová         | OK Lokomotiva Pardubice                   | 16:20                   | +1:02                   |
| 4                             | Libor Zřídkaveselý       | SK Žabovřesky Brno                    | 14:58                   | +0:18                   | 4                 | Mária Honzová           | TJ TŽ Třinec                              | 16:25                   | +1:07                   |
| 5                             | Tomáš Dlabaja            | SKOB Zlín                             | 15:04                   | +0:24                   | 5                 | Kateřina Heczková       | KOS TJ Tesla Brno                         | 16:53                   | +1:35                   |
| 6                             | Petr Losman              | OK 99 Hradec Králové                  | 15:19                   | +0:39                   | 6                 | Dagmar Podmolíková      | SKOB Zlín                                 | 17:34                   | +2:16                   |
| 7                             | Tomáš Udržal             | OK Lokomotiva Pardubice               | 15:29                   | +0:49                   | 7                 | Lenka Blechová          | OOB SK Chrast                             | 17:49                   | +2:31                   |
| 8                             | Jan Šidla                | SKOB Zlín                             | 15:42                   | +1:02                   | 8                 | Jana Kuncová            | SOOB Spartak Rychnov n.Kn.                | 18:15                   | +2:57                   |
| 9                             | Evžen Pekárek            | SKOB Zlín                             | 15:52                   | +1:12                   | 9                 | Barbora Chudíková       | SK Jamnice                                | 18:19                   | +3:01                   |
| 10                            | Richard Klech            | SKOB Horní Benešov                    | 16:05                   | +1:25                   | 10                | Marta Štěrbová          | OK Lokomotiva Pardubice                   | 19:09                   | +3:51                   |
| Pořadí                        | H20 – junioři            | H20 – junioři                         | H20 – junioři           | H20 – junioři           | Pořadí            | D20 – juniorky          | D20 – juniorky                            | D20 – juniorky          | D20 – juniorky          |
| Zlatá medaile                 | Michal Erlebach          | OK Jilemnice                          | 15:22                   |                         | Zlatá medaile     | Michaela Przyczková     | TJ TŽ Třinec                              | 15:11                   |                         |
| Stříbrná medaile              | Lukáš Barták             | SK Žabovřesky Brno                    | 15:25                   | +0:03                   | Stříbrná medaile  | Martina Dočkalová       | OK Lokomotiva Pardubice                   | 15:45                   | +0:34                   |
| Bronzová medaile              | Václav Král Ondřej Kazda | SK Severka Šumperk Sportcentrum Jičín | 16:23                   | +1:01                   | Bronzová medaile  | Petra Škodová           | K.O.B. Choceň                             | 17:41                   | +2:30                   |
| Pořadí                        | H18 – starší dorostenci  | H18 – starší dorostenci               | H18 – starší dorostenci | H18 – starší dorostenci | Pořadí            | D18 – starší dorostenky | D18 – starší dorostenky                   | D18 – starší dorostenky | D18 – starší dorostenky |
| Zlatá medaile                 | Václav Komanec           | OK Slavia Hradec Králové              | 13:26                   |                         | Zlatá medaile     | Pavlína Hrouzová        | Sportovní klub ve Vrbně pod Pradědem      | 14:08                   |                         |
| Stříbrná medaile              | David Kabáth             | SK Žabovřesky Brno                    | 14:30                   | +1:04                   | Stříbrná medaile  | Lenka Hrušková          | SK Orientační sporty Nové Město na Moravě | 14:23                   | +0:15                   |
| Bronzová medaile              | Jan Palas                | Sportcentrum Jičín                    | 14:31                   | +1:05                   | Bronzová medaile  | Lenka Zatloukalová      | Oddíl OS SK Prostějov                     | 15:12                   | +1:04                   |
| Pořadí                        | H16 – mladší dorostenci  | H16 – mladší dorostenci               | H16 – mladší dorostenci | H16 – mladší dorostenci | Pořadí            | D16 – mladší dorostenky | D16 – mladší dorostenky                   | D16 – mladší dorostenky | D16 – mladší dorostenky |
| Zlatá medaile                 | Martin Henych            | OK Jilemnice                          | 12:53                   |                         | Zlatá medaile     | Hana Hlavová            | KOB Konice                                | 12:56                   |                         |
| Stříbrná medaile              | Bronislav Přibyl         | SKOB Zlín                             | 13:04                   | +0:11                   | Stříbrná medaile  | Zuzana Hermanová        | OK Lokomotiva Pardubice                   | 13:38                   | +0:42                   |
| Bronzová medaile              | Adam Chromý              | SK Žabovřesky Brno                    | 13:16                   | +0:23                   | Bronzová medaile  | Jana Bohunská           | KOS TJ Lokomotiva Krnov                   | 13:52                   | +0:56                   |
| << předchozí • následující >> |                          |                                       |                         |                         |                   |                         |                                           |                         |                         |

Souhrnné informace naleznete v článku Mistrovství České republiky v orientačním běhu ve sprintu.